# Liste der Kirchen in Bologna
Diese Liste enthält alle Kirchen und Gemeinden in Bologna, die ein Kirchengebäude oder ein repräsentatives Gemeindezentrum besitzen.

## Innerhalb des Stadtrings

### Vicariato di Bologna Centro
- Kathedrale des Hl. Petrus
- Basilika San Petronio

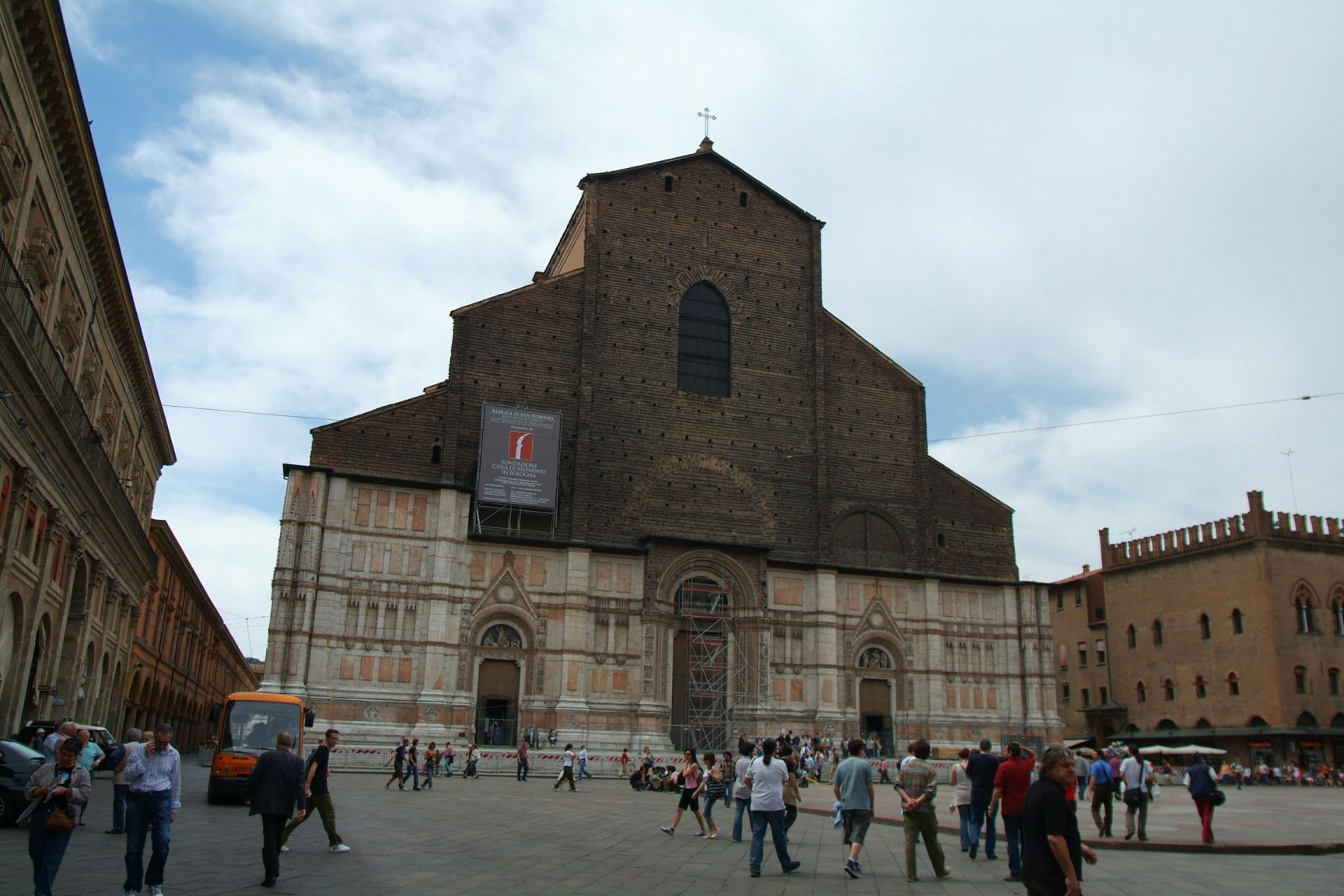
Fassade San Petronio

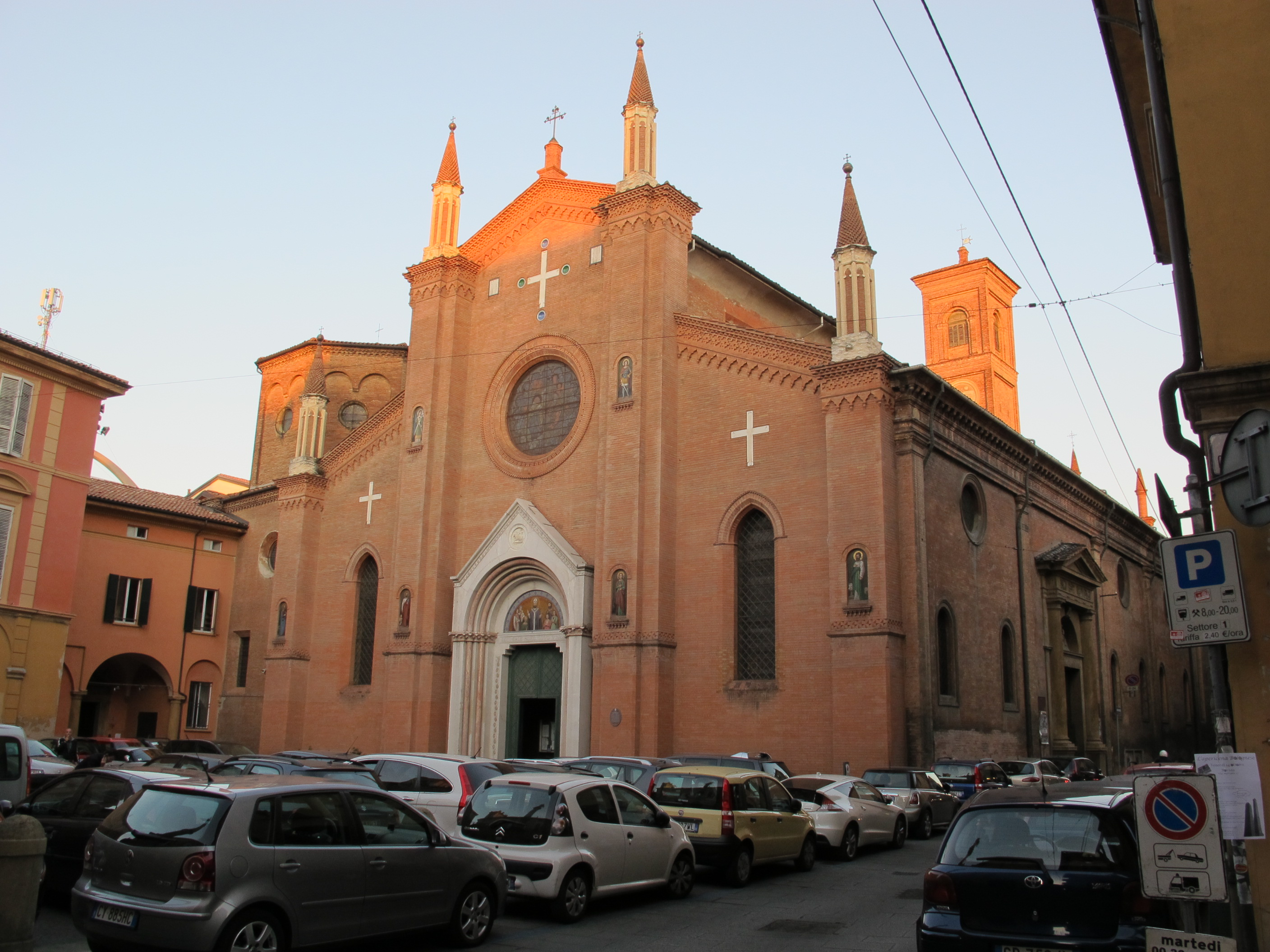
Hl. Martin

- italienisch 33 anni di Nostro Signore Gesù Cristo[1]
- Chiesa del Corpus Domini
- Chiesa di Santa Maria del Baraccano (Piazza del Baraccano, 2)[2]; ursprgl. Kapelle zum Schutz des Madonnenbildes in einem Wachturm (baraccano)[3]
- Santuario della Madonna della Pioggia
- Kirche Madonna di Galliera
- Santa Cristina (ehem. Kirche, jetzt Schule für Gregorianischen Gesang)[4]
- Kirche S. Maria Labarum Caeli
- italienisch Chiesa di San Michele dei Leprosetti/Kirche des Hl. Michael[5], Madonna mit dem Kinde von Vitale da Bologna, Grabstätte Graziolo Accarisi
- Kirche italienisch S. Nicolò degli Albari
- Chiesa di San Benedetto
- Basilica di San Domenico
- Basilica di San Francesco/Basilika des Hl. Franz von Assisi
- Basilica di San Giacomo Maggiore/Basilika des Hl. Jakobus d. Ä. (darin: Bentivoglio-Kapelle); direkt angrenzend: Oratorium der Hl. Cäcilia von Rom (Oratorio di Santa Cecilia)
- Chiesa di San Giovanni in Monte
- Kirche des Hl. Martin
- Chiesa di San Paolo Maggiore
- Kirche des Hl. Proculus
- Kirche der Hl. Katharina an der Strada Maggiore (italienisch Chiesa di Santa Caterina in Strada Maggiore) (ehem. Vallombrosaner-Kloster[6]; einschiffiges Tonnengewölbe)
- S. Caterina di Via Saragozza
- S. Croce
- Basilika der Hl. Maria der Serviten
- Santuario di Santa Maria della Vita
- Santa Maria Maddalena
- Basilika Santa Maria Maggiore[7]
- Chiesa di Santa Maria e San Valentino della Grada[8]
- Chiesa dei Santi Bartolomeo e Gaetano[9]
- Santi Giuseppe e Teresa
- Chiesa di San Gregorio e Siro/Kirche der Hl. Gregorio und Siro[10]
- Chiesa di Vitale e Agricola in Arena
- Chiesa della Santissima Trinità (Grabstätte der Charlotte Stuart, Duchess of Albany)
- Chiesa Santissimo Salvatore
- Basilika des Hl. Stefan (Sieben-Kirchen-Komplex)
- Chiesa di Sant’Isaia
- Chiesa di San Sigismondo[11]

nicht gelistet auf Parrocchie dell’Arcidiocesi di Bologna
- Oratorio di San Filippo Neri/Chiesa dei Filippini (Madonna di Galliera e di San Filippo Neri)
- Chiesa di San Clemente degli Spagnoli → Collegio di Spagna
- Chiesa di San Felice
- Oratorio di San Colombano
- Chiesa di San Giovanni Battista dei Celestini
- Chiesa di San Rosso(?)/Oratorio di San Rocco
- Chiesa di San Mattia
- Chiesa di Santa Lucia (via Castiglione 36), entworfen von Girolamo Rainaldi – entweiht, jetzt Aula Magna der Universität Bologna[12]
- Santuario della Madonna dei Poveri
- Santuario di Santa Maria del Ponte delle Lame[13]
- Santuario di Santa Maria del Monte/Rotonda della Madonna del Monte
- Chiesa di San Giorgio in Poggiale (entweiht, jetzt Fachbibliothek/Ausstellungsraum)
- San Giobbe, ehem. Kirche, jetzt Teil einer Ladenpassage[14]

- Chiesa dello Spirito Santo (Oratorium)[15]

## Außerhalb des Stadtrings(fuori porta)

### Vicariato di Bologna Sud Est

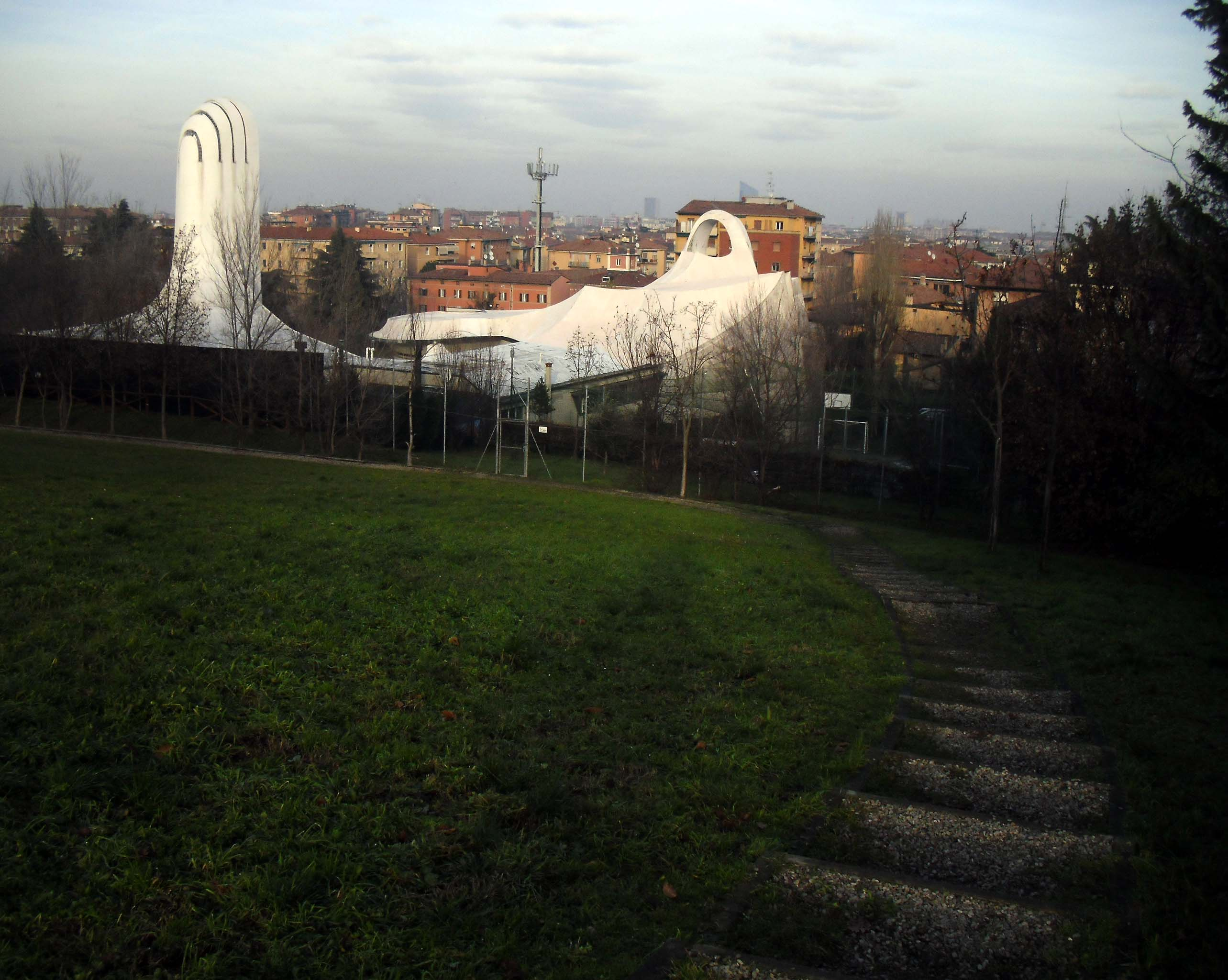
Hl. Silverio/Chiesa nuova

- Chiesa di San Paolo in Monte,[16] genannt Chiesa dell’Osservanza[17]
- Chiesa di San Vittore[18] (Koinobitentum[19])
- Complesso dei Santi Francesco Saverio e Mamolo[20]
- Santuario di Santa Maria Lacrimosa degli Alemanni (Deutscher Orden, Via Mazzini 67)
- Basilica di Sant’Antonio da Padova (Via Jacopo della Lana 2)[21]
- San Michele in Bosco (Komplex Kirche[22] /Kloster/Rizzoli-Klinik)
- Silverius-Kirche (Chiesa di San Silverio di Chiesanuova, Via Murri 177)[23]; Neubau 1970 von Giuseppe Boschi und Vittorio Martinuzzi[24]

Entweiht
Chiesa di Santa Apollonia di Mezzaratta

### Vicariato di Bologna Ovest
- Chiesa dello Spirito Santo (Anzola dell’Emilia/Zola Predosa)[26]

### Vicariato di Bologna Ravone

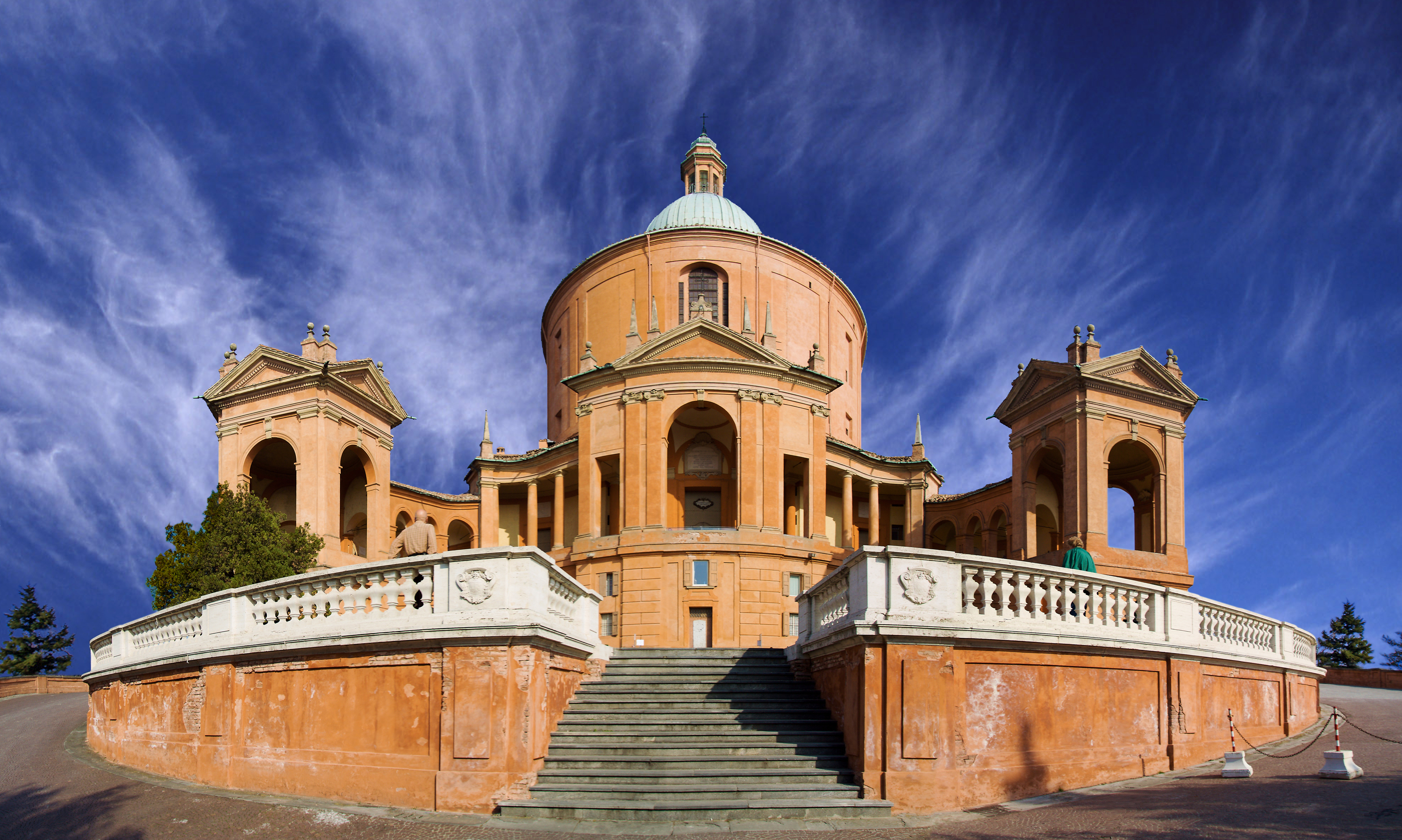
Wallfahrtskirche Madonna di San Luca

- Wallfahrtskirche Beata Vergine di San Luca
- Kirche des Hl. Girolamo alla Certosa (Kartäuser)[27]
- San Giuseppe Sposo[28]
- Chiesa di San Paolo di Ravone

### Vicariato di Bologna Nord
- Santa Maria del Suffragio (Via Libia 59/Via Sante Vicenzi/Via Scipione dal Ferro 1)
- Tempio del Sacro Cuore (Via Giacomo Matteotti 25)
- Parrocchia di Sant’Antonio Maria Pucci (Viale della Repubblica 28)
- Parrocchia di Sant’Antonio di Savena (Via G. Massarenti 59)

### Vicariato di Vergato
- Chiesa di Santa Maria Assunta in Riola di Vergato (einziges Bauwerk von Alvar Aalto in Italien)[29]